# Nathaniel Wallich
Nathaniel Wolff Wallich (Kopenhagen, 28 januari 1786 – Londen, 28 april 1854) was een Deens chirurg en botanicus. Wallich werkte hoofdzakelijk in India, onder andere voor de Deense Oost-Indische Compagnie en de Britse Oost-Indische Compagnie.